# Вълци в бездната
„Вълци в бездната“ (на италиански: Lupi nell'abisso) е военна драма от 1959 година, копродукция на Италия и Франция.

## Сюжет
По време на Втората световна война една подводница е торпилирана и потъва на дъното на океана. Само един човек може да се измъкне от нея, за да организира спасителна операция. Капитанът и боцманът знаят това, но решават да съобщят на екипажа когато му дойде времето. Началото на спасителната акция трябва да е на зазоряване и започва най-дългата нощ в живота им.
Научавайки каква съдба ги очаква, суровите подводничари, наричани „вълците“ започват да се надпреварват за това, кой ще добие правото да напусне подводницата. Всеки от тях мисли само за собствения си живот и изтъква аргументи от сорта на „аз имам болно дете“, „със съпругата ми сме заможни и ще помогнем на семействата на останалите“ и „аз съм най-младия сред вас, едва на двадесет години и съм прекарал само една нощ с жена“. Дори лейтенанта се опитва да изостави екипажа с мотива „учил съм четири години за тоя чин и моят живот е по-важен от този на всеки друг член на екипажа, обучаван в продължение на три месеца“.

## В ролите
- Масимо Джироти като командира на подводницата
- Фолко Лули като боцмана
- Алберто Лупо като радиста
- Жан-Марк Бори като лейтенанта
- Хорст Франк като младоженеца
- Пиеро Лули като главореза
- Джанкарло Сбраджия като моряка на сонара
- Джорджо Чериони като ранения моряк
- Нино Дал Фабро като механика
- Енрико Салваторе като първия моряк
- Алберто Барберини като втория моряк

## Номинации
- Номинация за Златна мечка за най-добър филм от Международния кинофестивал в Берлин през 1959 година.[2]